# Ernst von Blücher
Ernst (Anton Wilhelm) von Blücher, auch von Blücher-Kuppentin und von Blücher-Teschow (* 26. April 1793 in Sukow; † 26. August 1863 in Teschow, heute Ortsteil von Teterow) war ein deutscher Verwaltungsjurist, Offizier und Gutsbesitzer.

## Leben
Ernst von Blücher entstammte einer mecklenburgischen Familie des Uradels, deren Stammsitz im gleichnamigen Ort Blücher bei Lauenburg an der Elbe lag. 
Er war der achte Sohn Helmuth Hartwigs von Blücher auf Sukow und Pohnstorf. Zusammen mit vier Brüdern wurde er auf das Internat der Herrnhuter Brüdergemeine in Großhennersdorf geschickt. Er studierte Rechtswissenschaften, zunächst ab 1810 mit seinem Bruder Hans Dietrich Wilhelm von Blücher auf Suckow (1789–1861) an der Universität Jena. Nachdem er in studentische Händel verstrickt war, wurde er von der Universität relegiert. Er setzte sein Studium an der Universität Leipzig und ab Herbst 1811 an der Universität Rostock fort. Nach bestandener Staatsprüfung trat er in den Dienst des Herzogtums Mecklenburg-Schwerin und wurde Auditor beim herzoglichen Domanialamt in Warin. 
Als es während der Befreiungskriege zur Aufstellung eines Mecklenburgischen Freiwilligen Jäger-Korps kam, meldete er sich zu den reitenden Jägern. Er erhielt schon an dem 24. Mai 1813 die Charge eines Leutnants, wenngleich sein Patent erst am 3. September erfolgte. Die freiwilligen Jäger bildeten eine Brigade in der Nordarmee und gehörten zum Korps von Ludwig von Wallmoden-Gimborn. Am 4. September gelang Blücher ein handstreichartiger Überfall bei Dassow, wofür er mit der schwedischen Schwertorden-Medaille ausgezeichnet wurde. Längere Zeit danach beschränkte sich dann die Tätigkeit der reitenden Jäger auf einen Vorpostendienst östlich von Lübeck. Im Winterfeldzug kämpfte Blücher in der Schlacht von Sehestedt. Ab Januar 1814 zog er in Richtung Frankreich und ging am 7. März bei Düsseldorf über den Rhein. Die Jäger wurden dann aber zur Belagerung der Festung Jülich eingesetzt. Mit dem Ersten Pariser Frieden erfolgte die Heimkehr. 
Im Zuge der Auflösung der Freiwilligen-Jäger-Regimenter wurde Ernst von Blücher am 3. September 1814 verabschiedet. Er kehrte zunächst zu seiner amtlichen Tätigkeit nach Warin zurück. Schon 1815 schied er aber aus dem Staatsdienst aus.

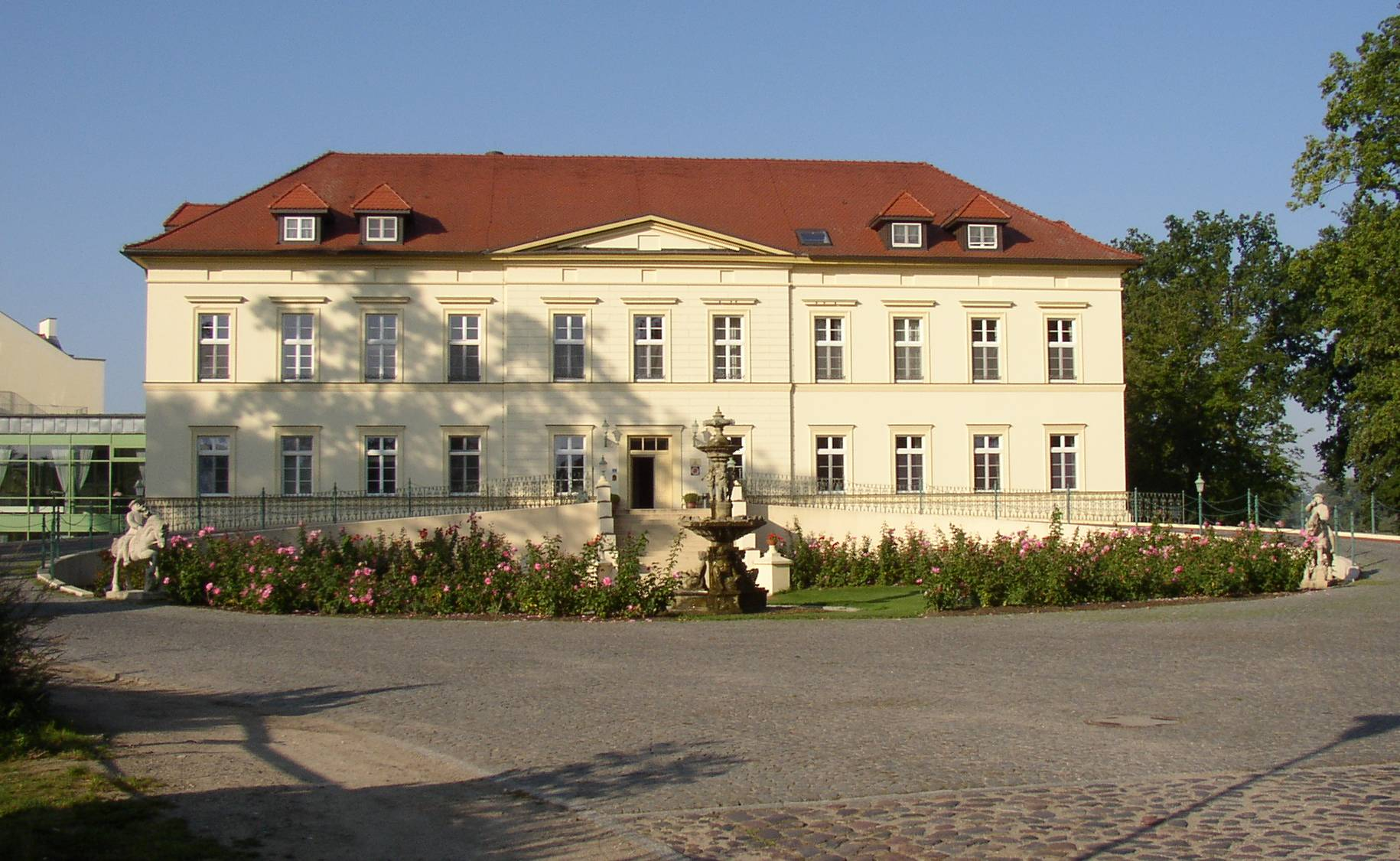
Herrenhaus Teschow (2006)

1817 erwarb er das Allodialgut Groß Welzin (heute Ortsteil von Gottesgabe) nebst der dazu gehörenden Meierei Bergfeld. Wegen der großen Entfernung zu seinem neuen Wirkungskreis veräußerte er 1833 das Gut in Groß Weltzin. Später kamen Kuppentin (1829 durch Erbe) und Teschow mit Hagensruhm (1835) im Amt Neukalen am Teterower See hinzu. Neben der Landwirtschaft war er sehr in ritterschaftlichen Angelegenheiten engagiert. Ab 1823 war er Kreisdeputierter im ritterschaftlichern Creditverein, von 1829 bis 1842 Klosterhauptmann für das Kloster Malchow, und von 1835 bis 1862 ständischer Landrat für das Herzogtum Mecklenburg im Engeren Ausschuß, dem Exekutivorgan der Stände zwischen den Landtagen. In den turbulenten Jahren um 1848 hatte er als dirigierender Landrat den Vorsitz auf den mecklenburgischen Landtagen. Im Januar 1850 leitete er die Sitzung des sich den konstitutionellen Reformen in Mecklenburg-Schwerin widersetzenden Engeren Ausschusses im Rathaus von Neubrandenburg in Mecklenburg-Strelitz. Mit dem Freienwalder Schiedsspruch vom September 1850 wurde die altständische Verfassung dann wieder eingesetzt. Auch den ersten Landtag danach am 15. Februar 1851 zu Malchin eröffnete Ernst von Blücher in alter Weise. Bereits 1849 war er einer der drei Hauptdirektoren, hier als Vertreter des Wendischen Kreises, des Mecklenburgischen Ritterschaftlichen Kreditvereins, zusammen mit Johann Jacob von Leers-Schönfeld (* 1783; † 1855) und Georg Alexander von Rieben.
Seit 1817 war er verheiratet mit Karoline Henriette Friderike, geb. von Levetzow (1793–1833), einer Tochter des Landrats Joachim Dietrich von Levetzow auf Karnitz und Sarmstorf und seiner Frau Christine, geb. von Oertzen aus dem Hause Kittendorf. Dem Ehepaar sind sechs Söhne geboren: Helmuth, Hans, Gustav, Ernst, Karl und Friedrich. Nach dem frühen Tod heiratete er zwei Jahre später in zweiter Ehe 1835 Auguste Eleonore, geb. von Dewitz (* 1813), eine Tochter Adolfs von Dewitz auf Groß und Klein Milzow, Holzendorf und Helpte und dessen Frau Amalie von Schöning (a. d. H. Schonrade). Sie hatten drei Kinder: Ulrich, Amalie und Helene. Aus beiden Ehen überlebten ihn fünf Söhne und zwei Töchter. Dazu gehörte der Kammerherr und Schloßhauptmann Gustav (Hans Carl Friedrich) von Blücher auf Kuppentin (1822–1892), der ab 1849 das Gut in Kuppentin bewirtschaftete, seit 1879 Dirigent des Polizeiamtes Lübz Deputierter der Ritterschaft im Amte Lübz war.

## Auszeichnungen
- Schwertordens-Medaille (1813)
- Mecklenburgische Militär-Verdienstmedaille für 1813/1815 in Gold (23. Juli 1814)
- Kriegsdenkmünze (1841)
- Ehrenmitglied, Verein für mecklenburgische Geschichte und Altertumskunde (1860)
- Titel Geheimer Rat (26. Mai 1863)